# The Vikings Export
The Vikings Export utkom i april 1978 och är ett studioalbum av det svenska dansbandet Vikingarna. Albumet innehöll enbart sång på engelska, och ingick i ett försök att lansera bandet utanför Sverige under gruppnamnet "The Vikings". Albumet producerades av Bert Karlsson och Lars O Carlsson.

## Låtlista

### Sida A
1. Stand up (Export) - 2.53
2. Ti amo - 3.55
3. Viking Boogie - 2.36
4. Maria - 2.52
5. Hello - 2.33
6. Shenandoah - 2.58
7. Where Were You (Har du glömt) - 2.37

### Sida B
1. Jackpot - 2.52
2. Don't Cry in the Sunshine (Guenerina) - 3.30
3. Save Me - 3.03
4. San Marino - 2.58
5. Too Young - 3.03
6. The Last Farewell - 3.17
7. Hey Little Girl - 2.49

## Listplaceringar
| Lista (1978) | Topplacering |
| ------------ | ------------ |
| Sverige      | 19           |